# Karl Høgberg

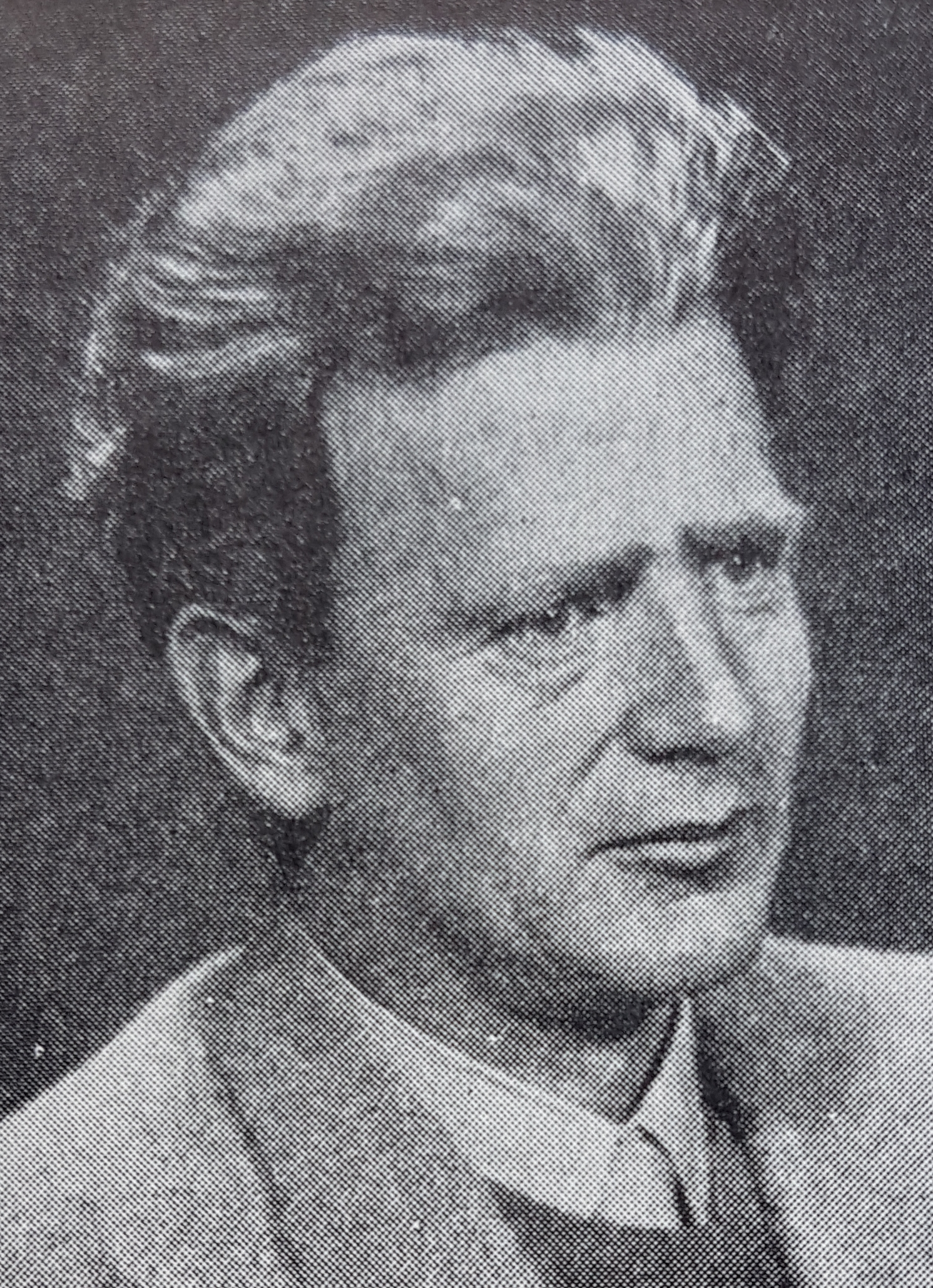
Karl Høgberg

Karl Høgberg (* 23. März 1901 in Stavanger; † 11. Januar 1981 in Oslo) war ein norwegischer Dekorations- und Landschaftsmaler.

## Leben
Høgberg war ein Schüler von Axel Revold in Stavanger, bei dem er insbesondere das figürliche Zeichnen und die Komposition erlernte. Hier war er auch als Theaterdekorationsmaler tätig. Im Jahr 1930 unternahm er mit Willi Midelfart und Søren Steen-Johnsen eine Wanderung in Telemark und beschäftigte sich anschließend mit romantischen Themen. Mit seinem Gemälde Hesteleiting gelang ihm der Durchbruch. Im Jahr 1933 reiste er nach Hemsedal und fertigte mehrere Staffeleibilder mit Motiven dieser Gegend. Seine Landschaftsbilder waren dekorativ und monumental in den vorherrschenden, teilweise schrillen Farben Gelb, Orange und Rot.
Für das Rathaus von Oslo gestaltete er 1950 nach einem Auftrag oder einer Spende der Osloer Börse ein großes Wandgemälde über das Wirtschaftsleben der Stadt. Im Gefolge dieses Auftrags kam es zu politischen Diskussionen, die dazu führten, dass Reidar Aulie als Gegenstück mit einer Darstellung der Geschichte der Arbeiterbewegung beauftragt wurde. hinzu. Später kam noch ein Fresko von Alf Rolfsen hinzu, in dem die Themen Krieg und Okkupation thematisiert werden. Seine Bilder aus den 1970er Jahren haben einen abstrakteren Charakter. Er arbeitete auch als Lehrer an der Statens Håndverks- og Kunstindustriskole.

## Werke (Auswahl)
- 1933: Eventyrværelset (Dekoration für die Schule in Tøyen)
- 1937: Rødt, gult og blått (Entwurf für die Dekoration der zentralen Halle im Osloer Rathaus)
- 1945: Sensommerkveld (Statens Museum for Kunst, Kopenhagen).
- 1941–1947: Dekoration des Speisesaals in der Eisenwarenfabrik in Grorud (ein Wandfries auf dem die Arbeit mit Eisen vom Abbau des Erzes bis zur Veredelung und Verwendung dargestellt ist)
- 1948: Myllarguten
- 1955: Dekorationen für die Volkshochschule für Seeleute in Risøy, Tvedestrand
- 1958: Tidsbilder
- 1965: Dekoration der Holmen-Kirche, Asker